# Leonardo Falier
Leonardo Falier o Faliero (XIII secolo – XIV secolo) è stato un patriarca cattolico italiano.
Membro della famiglia Falier, parroco della chiesa di San Bartolomeo di Venezia, fu incaricato da papa Bonifacio VIII di compiere un'ispezione del monastero della chiesa di Santa Maria delle Vergini, dove riscontrò irregolarità da parte dei canonici, che vennero rimossi, e assegnò un sacerdote confessore alle religiose ancora presenti.
Intorno al 1285, dopo la morte improvvisa del vescovo eletto, venne nominato vescovo di Chioggia, ma la sua elezione venne resa nulla dal vescovo di Castello.
Il 7 febbraio 1302 papa Bonifacio VIII unì la sede di Creta alla sede di Costantinopoli, sede per la quale Falier era patriarca eletto. Il 31 marzo il papa lo elevò patriarca di Costantinopoli dei Latini e lo dichiarò amministratore della chiesa di Candia (Creta).
Papa Clemente V lo invitò al Concilio di Vienne in Francia.
Morì intorno al 1305, al 1307 o al 1325.